# DZMM
DZMM (oder DZMM Radyo Patrol 630) ist ein philippinischer Nachrichtenradiosender. Der Radiosender wurde am 22. Juli 1986 gestartet.
Der Sender sendet aus Quezon City, Philippinen, und bedient Metro Manila. Es ist das Flaggschiff des Radyo Patrol Network von ABS-CBN.
DZMM wird auch über The Filipino Channel (TFC) verbreitet und verfügt über einen Fernsehkanal, der auf Sky Cable, Destiny Cable und Sky Direct ausgestrahlt wird, sowie als exklusiver Nachrichtensender über digitales terrestrisches Fernsehen über ABS-CBN TVplus mit dem Namen DZMM TeleRadyo. Es kann auch in den USA auf DirecTV Channel 2066 empfangen werden. Einige der ausgewählten Programme des Senders werden auch über Satellit über DYAP Radyo Patrol 765 in Puerto Princesa, Palawan, DYAB Radyo Patrol 1512 in Mandaue, Cebu, gesendet und DXAB Radyo Patrol 1296 in Davao City.